# 達赫森
达赫森（德語：Dachsen）是瑞士联邦苏黎世州安德尔芬根区的市镇。该市镇面积为2.70平方千米，海拔高度400米，2018年12月31日人口数为1,920。

## 外部連結
- 达赫森官方网站 （德文）